# Jeff Kinney
Jeff Kinney (Fort Washington (Maryland), 9 de febrer de 1971) és un escriptor estatunidenc, un dels autors de literatura infantil més venuts del món.

## Obres
- Diary of a Wimpy Kid(April 1, 2007)
- Diary of a Wimpy Kid: Rodrick Rules(February 1, 2008)
- Diary of a Wimpy Kid: The Last Straw(January 13, 2009)
- Diary of a Wimpy Kid: Dog Days(October 12, 2009)
- Diary of a Wimpy Kid: The Ugly Truth(November 9, 2010)
- Diary of a Wimpy Kid: Cabin Fever(November 15, 2011)
- Diary of a Wimpy Kid: The Third wheel(November 13, 2012)
- Diary of a Wimpy Kid: Hard Luck(November 5, 2013)
- Diary of a Wimpy Kid: The Long Haul(November 4, 2014)
- Diary of a Wimpy Kid: Old School(November 3, 2015)
- Diary of a Wimpy Kid: Double Down(November 1, 2016)
- Diary of a Wimpy Kid: The Getway (November 7, 2017)